# Karl Bertsch
Karl Bertsch (1878-1965 ) fue un botánico, briólogo, y pteridólogo alemán, especializado en Paleobotánica. Sus observaciones aún son citadas en las publicaciones de fósiles vegetales
Fue un perfeccionista en la búsqueda por Alemania de musgo y de la flora en general, donando su herbario al del "Museo de Historia Natural de Stuttgart".

## Algunas publicaciones
- 1905. Die volkstümlichen Personennamen einer oberbadischen Stadt: ein Beitrag zur Geschichte der alemannischen Namengebung ... Editor C.A. Wagner, 103 pp.

- 1931. Paläobotanische Monographie des Federseerieds. Bibliotheca Botanica 127 pp., 86 ilustraciones, 8 tab.

- 1941. Handbücher der praktischen Vorgeschichtsforschung

- 1942. Lehrbuch der Pollenanalyse. En: Monographs in Systematic Botany from the Missouri Botanical Garden 36, pp. 1–270. Roure, J.M. 1985

- 1947. Sumpf und Moor als Lebensgemeinschaft. Ravensburg, Otto Maier, 142 pp. (2, adv.), 50 ilustraciones en texto

- 1947. Der See als Lebensgemeinschaft. Ravensburg: Otto Maier. 146 pp. ilustr.

- 1947. Der Wald als Lebensgemeinschaft. Ravensburg: Maier, 1947. 210 pp. ilustr.

- 1949. Geschichte unserer Kulturpflanzen. Con Franz Bertsch.2ª ed. 78 dibujos en texto, mapas. 275 pp. Stuttgart

- 1949. Moosflora. Stuttgart/Ludwigsburg: E. Ulmer. 193 pp.

- 1950. Lebensgemeinschaften in den Alpen. Editor O. Maier, 216 pp.

- 1951. Unsere Gesteinsfluren und Trockenrasen als Lebensgemeinschaft. 2ª edición de O. Maier, 134 pp.

- 1955. Flechtenflora von Südwestdeutschland. 2ª ed. Stuttgart/Ludwigsburg: E. Ulmer. 256 pp.

- 1958. Moosflora von Südwestdeutschland. Stuttgart

- 1962. Flora von Südwest-Deutschland. Zum Gebrauch auf Wanderungen, in Schulen und beim Selbstunterricht. Wissenschaftliche Verlagsgesellschaft, Stuttgart, 3ª ed. 470 pp, 55 ilustr. en texto

- La abreviatura «Bertsch» se emplea para indicar a Karl Bertsch como autoridad en la descripción y clasificación científica de los vegetales.[3]

Habitualmente publicaba sus identificaciones y clasificacioens de nuevas especies en : Ber. Deutsch. Bot. Ges.; Allg. Bot. Z. Syst.